# Mermaid Beach
Mermaid Beach ist ein Vorort von Gold Coast, einer Stadt an der Südostküste von Queensland in Australien. Während der Volkszählung 2021 lebten 7329 Personen in Mermaid Beach. Der Vorort grenzt im Westen an die künstlichen Kanälen von Mermaid Waters und im Osten an den Pazifischen Ozean. Im Norden liegt Broadbeach, im Süden Miami. Mermaid Beach ist über den Gold Coast Highway mit den anderen Orten der Gold Coast verbunden.

## Name
Mermaid Beach erhielt den Namen von dem Schiff HMS Mermaid. John Oxley segelte auf der Mermaid 1823, als er den Tweed und Brisbane River entdeckte.
Der Mermaid Beach Surf Lifesaving Club wurde während des Zweiten Weltkriegs von der US-Armee gegründet.
Der Gold Coast Oceanway geht in Mermaid Beach die Hedges Avenue entlang.